# Сутягин, Иван Евграфович
Иван Евграфович Сутягин (21 января 1928, с. Нижняя Иленка, Байкаловский район, Ирбитский округ, Уральская область, РСФСР, СССР — 30 марта 2013, Артёмовский, Свердловская область, Россия) — машинист угольного комбайна шахты Буланаш-4, Герой Социалистического Труда (1966).

## Биография
Родился 21 января 1928 года в селе Нижняя Иленка Байкаловского района Ирбитского округа Уральской области (ныне — Свердловская область).
В 1947 году по комсомольскому набору ушёл служить в ряды Военно-Морского Флота. Службу закончил в 1952 году старшим комендором башенного орудия на крейсере «Чкалов».
После службы в армии поступил работать забойщиком в одну из шахт Енакиево. С 1953 года в системе шахтоуправления «Егоршинское».
Избирался делегатом XV съезда профсоюзов СССР, делегатом двух съездов рабочих угольной промышленности.
В 1966 году ему присвоено звание Героя Социалистического Труда с вручением Золотой медали «Серп и Молот» и Ордена Ленина.
Жил в городе Артёмовский Свердловской области. Умер 30 марта 2013 года, похоронен на кладбище посёлка Буланаш.

## Награды
- медаль «Серп и Молот» номер 14032 (1966);
- Орден Ленина (1966);
- знак «Шахтёрская слава» 3 и 2 степени.